# Cinc Poders del Budisme
Els Cinc Poders del Budisme (en sànscrit i Pali:pañca bala) són Sraddha (fe), Viriya (esforç), Sati (ment), «Samadhi» (concentració) i Prajna (saviesa). Són un dels set grups de qualitats que condueixen a la il·luminació (Bodhipakkhiya dhamma). Són facetes paral·leles a les cinc qualitats individuals (Indriya).